# Ralph Hasenhüttl
Ralph Hasenhüttl (Graz, 9 augustus 1967) is een Oostenrijks voetbalcoach en voormalig voetballer.

## Spelerscarrière
Hasenhüttl begon zijn carrière in zijn thuisstad, bij Grazer AK in 1988. Een jaar later kwam hij bij FK Austria Wien terecht. Na vijf succesvolle jaren vertrok hij naar Austria Salzburg, voordat hij in 1996 naar KV Mechelen in België vertrok. Mechelen degradeerde en K. Lierse SK trok hem aan. Bij de kersverse landskampioen scoorde hij vier keer, alvorens hij naar 1. FC Köln vertrok, voor een bedrag van omgerekend €200,000. In 2000 werd Hasenhüttl gecontracteerd door SpVgg Greuther Fürth. Hij beëindigde zijn carrière bij het tweede elftal van FC Bayern München.

## Interlandcarrière
Hasenhüttl speelde acht interlands voor Oostenrijk en scoorde daarin drie keer.
| Interlands van Ralph Hasenhüttl voor Oostenrijk | Interlands van Ralph Hasenhüttl voor Oostenrijk | Interlands van Ralph Hasenhüttl voor Oostenrijk | Interlands van Ralph Hasenhüttl voor Oostenrijk | Interlands van Ralph Hasenhüttl voor Oostenrijk | Interlands van Ralph Hasenhüttl voor Oostenrijk |
| No.                                             | Datum                                           | Wedstrijd                                       | Uitslag                                         | Bijz.                                           | Competitie                                      |
| Als speler van Grazer AK                        | Als speler van Grazer AK                        | Als speler van Grazer AK                        | Als speler van Grazer AK                        | Als speler van Grazer AK                        | Als speler van Grazer AK                        |
| ----------------------------------------------- | ----------------------------------------------- | ----------------------------------------------- | ----------------------------------------------- | ----------------------------------------------- | ----------------------------------------------- |
| 1                                               | 17 mei 1988                                     | Hongarije – Oostenrijk                          | 0 – 4                                           | Goal                                            | Vriendschappelijk                               |
| Als speler van Austria Wien                     |                                                 |                                                 |                                                 |                                                 |                                                 |
| 2                                               | 21 augustus 1990                                | Oostenrijk – Zwitserland                        | 1 – 3                                           |                                                 | Vriendschappelijk                               |
| 3                                               | 14 april 1992                                   | Oostenrijk – Litouwen                           | 4 – 0                                           | Goal                                            | Vriendschappelijk                               |
| 4                                               | 29 april 1992                                   | Oostenrijk – Wales                              | 1 – 1                                           |                                                 | Vriendschappelijk                               |
| 5                                               | 19 mei 1992                                     | Oostenrijk – Polen                              | 2 – 4                                           | Goal                                            | Vriendschappelijk                               |
| 6                                               | 2 september 1992                                | Oostenrijk – Portugal                           | 1 – 1                                           |                                                 | Vriendschappelijk                               |
| Als speler van Austria Salzburg                 |                                                 |                                                 |                                                 |                                                 |                                                 |
| 7                                               | 17 augustus 1994                                | Oostenrijk – Rusland                            | 0 – 3                                           |                                                 | Vriendschappelijk                               |
| 8                                               | 12 oktober 1994                                 | Oostenrijk – Noord-Ierland                      | 1 – 2                                           |                                                 | EK 1996 kwalificatie                            |

## Trainerscarrière
Hasenhüttl werd assistent-coach van Werner Lorant bij SpVgg Unterhaching in de 3. Liga in maart 2007 na het ontslag van Harry Deutinger. Daarvoor had hij al enkele jeugdelftallen onder zijn hoede gehad. Nadat Lorant ontslagen werd, werd Hasenhüttl naar voren geschoven. In zijn eerste seizoen loodste hij Unterhaching naar de vierde plaats in de 3. Liga, maar het seizoen daarna werd hij ontslagen na slechte resultaten. Pas elf maanden later vond hij een nieuwe baan, bij VfR Aalen, eveneens in de 3. Liga. Hij voorkwam degradatie met de club, hetgeen hem een opgewaardeerd contract opleverde. Het seizoen daarna eindigde Hasenhüttl met Aalen indrukwekkend op de tweede plaats, wat promotie naar de 2. Bundesliga betekende. In het eerste seizoen voor Hasenhüttl in de 2. Bundesliga eindigde Aalen als negende. In juni 2013 nam Hasenhüttl ontslag, na onenigheid met de clubleiding. In oktober dat jaar werd hij hoofdcoach bij FC Ingolstadt 04. Hasenhüttl promoveerde met Ingolstadt als kampioen voor het eerst in de clubhistorie naar de Bundesliga na een 2–1 winst op RB Leipzig op 17 mei 2015. In het eerste seizoen op het hoogste niveau hield Hasenhüttl met Ingolstadt stand met vaak verdedigend voetbal en degradeerde het niet. Na dit seizoen hield Hasenhüttl het voor gezien bij Ingolstadt en vertrok hij naar het naar de Bundesliga gepromoveerde RB Leipzig. Ook Leipzig was een competitiedebutant. Tegen de verwachtingen in bleek gedurende het seizoen Leipzig de enige uitdager van FC Bayern München te zijn in de strijd om de titel en voerde het drie speelronden de ranglijst aan. Hasenhüttl dwong met Leipzig in zijn eerste seizoen op het hoogste niveau al meteen Champions League-voetbal af. In het navolgende seizoen werden de resultaten minder. In de groepsfase van de Champions League werd een derde plaats behaald, waardoor Leipzig naar de zestiende finale van de Europa League. Hier werd in de kwartfinale verloren van Olympique Marseille. In de competitie eindigde Leipzig op de zesde plaats. Hasenhüttl liet hierop zijn contract ontbinden. In december 2018 trad hij in dienst als eindverantwoordelijke bij Southampton. Hij werd hiermee de eerste Oostenrijkse coach in de Premier League. Southampton stond op het moment van Hasenhüttls aankomst laatste in de Premier League, maar door onder andere een thuisoverwinning op Arsenal, eindigde Hasenhüttl met Southampton op de veilige 16de plek. In juni 2020 tekende Hasenhüttl een nieuw contract bij Southampton, dat hem tot 2024 aan de club verbond. Op 7 november 2022 werd Hasenhüttl echter ontslagen bij Southampton, na een seizoenstart waarbij slechts drie van de eerste veertien wedstrijden gewonnen werden. Southampton bevond zich op het moment van Hasenhüttls ontslag in de degradatiezone op de 18e plaats in de Premier League.
In maart 2024 werd hij aangesteld als trainer van VfL Wolfsburg als opvolger van de ontslagen Niko Kovač. Op 4 mei 2025, een dag na de met 4–0 verloren uitwedstrijd tegen Borussia Dortmund, werd Hasenhüttl ontslagen door Wolfsburg.

## Erelijst

### Als speler
Austria Wien
- Bundesliga

1990/91, 1991/92, 1992/93
- ÖFB-Cup

1989/90, 1991/92, 1993/94
 Austria Salzburg
- Bundesliga

1994/95
 Lierse
- Belgische Supercup

1997

### Als manager
Ingolstadt
- 2. Bundesliga

2014/15